# Vol de nuit

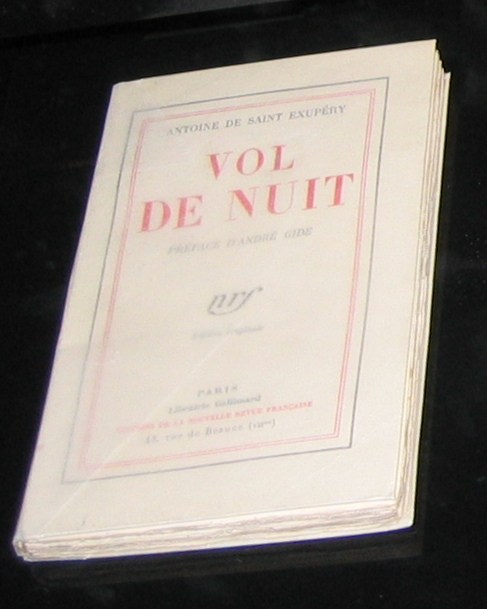

Vol de nuit (Nederlands: Nachtvlucht) is een roman van de Franse schrijver / vlieger Antoine de Saint-Exupéry, gepubliceerd in 1930. Het werd in 1931 bekroond met de Prix Femina.
Vol de nuit is naast Le Petit Prince het bekendste werk van Saint-Exupéry. Het handelt over de leider van een nieuwe Zuid-Amerikaanse luchtvaartmaatschappij, een stoere piloot. Het boek droeg in de jaren 1930 bij aan de liefde voor alles wat met de luchtvaart en vliegen te maken heeft.
Voor het Nederlandse taalgebied heeft Adriaan Viruly, die zelf piloot was, een vertaling gemaakt onder de titel Nachtvlucht. Ook het boek Pilote de guerre (Oorlogsvlieger) van Saint-Exupéry is door Viruly vertaald en bij uitgeverij Andries Blitz in Amsterdam verschenen.